# Lista dos reis do Congo
A lista dos reis do Congo esta demonstrada nesta lista. Relaciona-se aqui os governantes ou manicongos (Kikongo; Mwene Kongo; Tradução; Senhor do Congo) do Reino do Congo, um estado pré-colonial africano existente na região da atual Angola, República Democrática do Congo, República do Congo e Gabão. Os governantes do reino eram os líderes militares, judiciários e religiosos do estado, sendo sua escolha eletiva ou hereditária dependendo da época de sua história. O título do soberano do reino foi considerado "rei" após a chegada dos portugueses em 1483.
Os reis detinham ou reivindicavam o tratamento; "Pela graça de Deus Rei do Congo, do Loango, de Cacongo e de Angoio, aquém e além do Zaire, Senhor dos Ambundos e de Angola, de Aquisima, de Musuru, da Matamba, de Malilu, de Musuko e Anzizo, da conquista de Pangu-Alumbu, etc "

## Candas, Gerações e Casas
O reino era regido por um complexo sistema de governo, na qual o cargo mais alto era do rei, que ao princípio era eleito pelos funcionários de alto escalão do governo. Os reis governavam com o apoio ou auxílio de uma canda (Kikongo; Kanda) que eram um grupo de pessoas que compartilhavam dos mesmos interesses, sendo muitas vezes da mesma família ou com graus de parentescos, algo comparável à um clã ou casa nobre. Seus nomes geralmente derivavam do fundados como a Canda de Luqueni, derivada de Nímia Luqueni. Entretanto poderiam ter também o nome do local de nascimento do fundador ou de um importante membro como a Casa de Sundí. Muitas das candas tinham sua primeira sílaba "ki" que significa "pessoas com algo em comum". Estes clãs foram registrados em documentos portugueses como casas ou gerações. Até meados do século XVII, logo após a Batalha de Ambuíla, as dinastias governaram por pouco tempo devido a Guerra Civil que se alastrava pelo país, sendo as principais combatentes as casas de Quimpanzo e Quinzala. O Quilombo dos Palmares foi um reino fundado no Brasil Colonial por nobres escravizados após a batalha que custou a vida de António I. Palmares perdurou por mais de cem anos no Brasil.

## Dinastia
Os portugueses chegaram no Congo em 1483, nesta época o governante representava a Nimi Kanda, nome provavelmente do pai do fundador do Congo. As divisões dentro das kandas começaram durante as disputas de sucessão, por exemplo após a morte de Afonso I em 1542 onde seu filho Pedro e seu neto Diogo disputaram o trono por anos. A faccção apoiante de Pedro denominava-se Kibala (Tribunal) e a de Diogo se desconhece o nome.
O rei Álvaro I foi o primeiro da Casa de Coulo, casa cujo nome faz referência ao local de nascimento do primeiro rei ao norte do Congo. Os Coulo governariam até 1622 quando após a morte de Álvaro III, a Casa de Quincanga seria instaurada devido a pouca idade dos descendentes de Álvaro. Os reis Quincanga foram apenas dois; Pedro II e Garcia I. Com o efêmero reinado dos Quincanga, os Coulo retornaram ao poder até o assassinato de Álvaro IV e posse do trono de Álvaro V, este que foi o único da Casa de Quimpanzo á reinar no congo naquele período por seis meses em 1636.
Após a derrocada de Álvaro V, a Casa de Quinzala se instaura no poder com os reinados de Álvaro VI, Garcia II e António I. Este último seria morto na Batalha de Ambuíla em 1665, esta que resultaria num vácuo de poder no reino e causaria a guerra civil onde as casas reinantes lutaram pelo poder por quarenta e quatro anos.
A capital São Salvador foi destruída em 1678 durante a guerra, piorando o cenário de guerra entre as casas que se concentravam em várias regiões do país. Os Quinzala controlavam Bula, onde fundaram a cidade de Lemba. Outro ramos dos Quinzala controlavam as regiões montanhosas de Kibangu. Os Quimpanzo concentravam-se em Mbamba Luvata ao sul de Soio, recebendo apoio deste último. Em meio a guerra surgiu a Casa de Água Rosada nas fortalezas de Kibangu. Esta casa nova foi fundada pela mescla de um príncipe Quimpanzu e uma princesa Quinzala.
O país foi reunificado em 1709 com Pedro de Água Rosada como novo monarca. O sistema desta vez era o de "linhagens rotativas" onde as casas se alternavam no trono por meio de eleições. Tal sistema funcionou esporadicamente até 1764, quando José I usurpou o trono e empurrou o país á uma nova guerra civil. Durante a guerra os Quinzala retornaram ao trono de forma efetiva até 1788, quando após mais um período de conflitos as casas se alternavam até a vassalagem portuguesa em 1888. A Casa de Água Rosada reinou como vassalos de Portugal até 1914 quando o último rei Manuel III foi deposto após uma revolta em São Salvador.

## Eleição
A seleção dos reis do Congo foi feita por uma variedade de princípios, pois os próprios reis evocaram diferentes métodos de seleção em suas cartas anunciando sua sucessão. Normalmente, dizia-se que o reino passava por eleição, embora os eleitores e o processo que usavam mudassem com o tempo e de acordo com as circunstâncias. Frequentemente, a eleição parece ter sido uma combinação de princípios eletivos e hereditários.

## Lista de reis do Congo

### Casa de Luqueni
- Nímia Luqueni (1390 - 1420).. Fundador do reino e primeiro manicongo.
- Nanga (1420 - 1435)
- Cuantinu (1450 - 1470)
- Anzinga a Ancua, João I (1470 - 1509).. Primeiro rei católico.
- Afonso I (1509 - 1543)
- Pedro I (1543 - 1545).. Deposto
- Francisco (1545)
- Diogo (1545 - 1561)
- Afonso II (1561)
- Bernardo I (1561 - 1566)
- Henrique I (1566 - 1567)

### Casa de Coulo(Primeira vez)
- Álvaro I (1567 - 1587)
- Álvaro II (1587 - 1614)
- Bernardo II (1614 - 1615).. Usurpador
- Álvaro III (1615 - 1622)

### Casa de Quincanga
- Pedro II (1622 - 1624)
- Garcia I (1624 - 1626)

### Casa de Coulo(Segunda vez, restaurada)
- Ambrósio (1626 - 1631)
- Álvaro IV (1631 - 1636)

### Casa de Quimpanzo
- Álvaro V (1636)

### Casa de Quinzala
- Álvaro VI (1636 - 1641)
- Garcia II (1641 - 1660)
- António I (1660 - 1665).. Morto na Batalha de Ambuíla.

## Fragmentação e Guerra Civil

### Reis de São Salvador
- Afonso II (1665).. Deposto
- Álvaro VII (1665 - 1666)
- Álvaro VIII (1669 - 1669).. Deposto
- Pedro III (1669).. Usurpador, deposto
- Álvaro IX (1669 - 1670)
- Sebastião I (1670)
- Rafael (1670 - 1674)
- Afonso III (1673).. Usurpador
- Daniel (1674 - 1678).. Deposto e morto.
- Abandono de São Salvador (1678 - 1691).. Cidade abandonada após uma invasão em 1678, sendo apenas retomada e reconstruída a partir de 1691.
- Manuel I Afonso (1691 - 1692).. Deposto
- Pedro IV (1692 - 1709)
- Pedro Constantino (1704 - 1709).. Usurpador

### Reis em Quibango
- Sebastião I (1666 - 1670)
- Garcia III (1670 - 1685)
- André I (1685 - 1689)
- Manuel I Afonso (1689 - 1690)
- Álvaro X (1690 - 1695)
- Pedro IV (1695 - 1709)

### Reis em Incondo
- Afonso II (1666 - 1669)
- Afonso III (1669 - 1673)
- Ana Afonso de Leão (1673 - 1709)

### Reis em Ambamba-Lovata
- Manuel de Vuzi da Nóbrega (1678 - 1715)

### Reis em Lemba-Ambula
- Pedro III (1669 - 1683)
- João II (1673 - 1716)

## Reunificação

### Linhagens rotativas
- Pedro IV (1709 - 1718) da Água Rosada
- Manuel II (1718 - 1743) de Quimpanzo
- Garcia IV (1743 - 1752) de Quinzala
- Nicolau (1752 - 1758) de Quimpanzo
- Afonso IV (1758 - 1760) de Quinzala
- António II (1760 - 1762) de Quimpanzo
- Sebastião II (1762 - 1763) de Quinzala
- Pedro V (1763 - 1764, na oposição até 1779) de Quimpanzo
- Álvaro XI (1764 - 1778) de Quinzala
- José I (1778 - 1785) de Quinzala
- Afonso V (1785 - 1787) de Quinzala
- Álvaro XII (1787 - 1791) de Quinzala
- José II (???? - 1791) de Quimpanzo
- Aleixo (1791 - 1793) de Mipanzo
- Joaquim (1793 - 1794) de Mipanzo
- Henrique II (1794 - 1803) de Água Rosada
- Garcia V (1803 - 1830) de Água Rosada
- André II (1830 - 1842) de Água Rosada
- Henrique III (1842 - 1857) de Quinzala
- Álvaro XIII (1857 - 1859) de Quimpanzo
- Pedro VI (1859 - 1891) de Quinzala

## Vassalagem Portuguesa

### Casa de Água Rosada
- Álvaro XIV (1891 - 1896)
- Henrique IV (1896 - 1901)
- Pedro VII (1901 - 1910)
- Manuel Comba (1910 - 1911)
- Manuel III (1911 - 1914)

## Reis titulares do Congo
- Manuel III (1914 - 1915)
- Álvaro XV (1915 - 1923)
- Pedro VIII (1923 - 1955)
- António III (1955 - 1957)
- Isabel Maria da Gama (1957 - 1962).. Regente
- Pedro IX Afonso (1962)
- Isabel Maria da Gama (1962 - 1975).. Regente
- Interregno (1975 - 2000)
- José Henrique da Silva Meso Mankala (2000 - Presente).. Pretendente ao trono e que afirma ser neto de Pedro VII. Ele vive exilado em Cabinda mas é considerado o chefe da nobreza congolesa desde 19 de novembro de 2000.[9][10]

## Ramo brasileiro em Palmares
- Aqualtune (1630 - 1650) (historicidade questionável)
- Ganga Zumba (1650 - 1678)
- Ganga Zona (1678)
- Zumbi (1678 - 1695) (sem parentesco com Ganga Zumba)
- Camuanga (1695 - 1704) (sem parentesco com Ganga Zumba)